# Timo Kielich
Timo Jacline Willy Kielich (født 5. august 1999 i Sint-Truiden) er en cykelrytter fra Belgien, der er på kontrakt hos Alpecin-Deceuninck.